# Bill Laurance
Pour les articles homonymes, voir Laurance.
Bill Laurance, né le 2 avril 1981 à Londres, est un musicien, compositeur, producteur, multi-instrumentiste. Il est membre du groupe de jazz fusion Snarky Puppy, ainsi que fondateur et PDG de la maison de disque Flint Music, basée à Londres.

## Biographie
Bill Laurance est né le 2 avril 1981 et a grandi dans le North London, en Angleterre. Enfant, il a fréquenté l'école primaire William Tyndale, au cours de laquelle il a commencé à apprendre le piano et à jouer avec son groupe scolaire.
À 9 ans, Bill Laurance se produit à l'orgue lors d'un voyage scolaire à la salle de concert Union Chapel de Londres, où, adulte il enregistrera son quatrième album Live at Union Chapel. Ayant été formé au ragtime et au swing, Bill Laurance joue du jazz à l'âge de 14 ans en tant qu'artiste résident dans un petit restaurant du quartier de Soho, dans le West End de Londres.
Il est diplômé de l'Université de Leeds. Ses spécialités étaient la musique classique, la composition et la performance live.
Titulaire à l'Université de Leeds, Bill Laurance a rencontré Michael League, étudiant de l'Université du nord du Texas en voyage, et ont ensuite donné plusieurs spectacles ensemble au Royaume-Uni. C'est ici que Michael et Bill sont devenus des amis proches. Michael League a ensuite invité Bill Laurance à rejoindre le groupe Snarky Puppy avant l'enregistrement de leur premier album studio. Même si le premier album de Snarky Puppy, The Only Constant, est sorti en 2006, ce n'est qu'en 2014 que Bill Laurance sort son premier album solo Flint.
Bill Laurance est également un artiste en résidence au Morley College et a enseigné des master class en tant que professeur invité à l'Institut de la musique contemporaine à Londres,.

## Composition pour des films
En 2018, Bill Laurance a participé au Sundance Institute Film Music and Sound Design Lab, qui se tenait à Skywalker Sound en Californie.
Pour la première fois, il compose la bande originale d'un film, en l'occurrence Un traducteur (en) (2018), un drame indépendant réalisé par les frères Sebastián et Rodrigo Barriuso. Le film est proposé en sélection cubaine pour la 92e cérémonie des Oscars. Il n'a cependant pas été nommé pour la sélection officielle,.
Il a également écrit plusieurs thèmes pour Initials SG (2019), un film pour lequel la co-réalisatrice et scénariste Rania Attieh a remporté le prix Nora Ephron au Festival du film de Tribeca en 2019,. Bill Laurance a également composé la bande originale du documentaire David Crosby: Remember My Name (en) aux côtés de Marcus Eaton en 2019.

## Collaborations
Bill Laurance collabore fréquemment avec le guitariste, chanteur et auteur-compositeur David Crosby. Il a co-écrit et joué au piano dans le morceau de Crosby Your Own Ride, dans l'album de 2018, Here If You Listen. Laurance est également présent sur deux titres de l'album studio de Crosby en 2016, Lighthouse. De plus, Laurance, au piano, participe à l'enregistrement du titre Somebody Home, présent à la fois sur l'album de Crosby en 2017, Sky Trails, et sur l'album de Snarky Puppy en 2016, Family Dinner - Volume 2. Dans une interview en 2018, Crosby a décrit Laurance comme étant «l'un des meilleurs pianistes que j'aie rencontré dans ma vie».
En novembre 2018, Bill Laurance tourne avec le WDR Big Band de Cologne, donnant des concerts à la Kölner Philharmonie, et au Queen Elizabeth Hall de Southbank à Londres. Le concert à Cologne a été enregistré et a abouti à un album live composé de neuf compositions de Laurance, arrangées par le chef d'orchestre Bob Mintzer.
En tant que membre de Snarky Puppy, il a collaboré avec un certain nombre d'artistes et de groupes, dont le Metropole Orkest, avec qui le groupe a remporté un Grammy Award pour l'album Sylva en 2016. Dans le cadre de leurs albums Family Dinner Vol.1 et Family Dinner Vol. 2, Bill a collaboré avec des artistes dont Lalah Hathaway (qu'il a également accompagné au GroundUP Music Festival en 2019 ), Salif Keita, Susana Baca, Laura Mvula et Jacob Collier.

## Distinctions
- 2014 - Le journal britannique The Guardian a publié un article faisant l'éloge de l'album studio Flint, qualifiant Laurance de « jazz maestro ».
- 2014 - Grammy Award de la meilleure prestation R&B en tant que membre de Snarky Puppy pour le titre Something, avec Lalah Hathaway, dans l'album Family Dinner Volume II.
- 2015 - La radio numérique britannique Jazz FM a récompensé Bill Laurance comme étant la « révélation de l'année »[25].
- 2016 - Grammy Award du meilleur album pop instrumental en tant que membre du collectif Snarky Puppy et Metropole Orkest pour l'album Sylva.
- 2017 - Grammy Award du meilleur album instrumental contemporain en tant que membre de Snarky Puppy pour l'album Culcha Vulcha.
- 2017 - Le magazine en ligne UDiscoverMusic a nommé le premier album live de Bill Laurance, Live at Union Chapel, dans sa liste des 50 plus grands albums de jazz en direct en 2017, ainsi que Sylva, album de Snarky Puppy avec le Metropole Orkest[26].

## Opinions

### Brexit
En 2019, lors d'une tournée à Berlin, en Allemagne, pour promouvoir son album studio Cables, Bill Laurance a joué une pièce pour piano complètement improvisée canalisant les émotions suscitées par la décision de l'électorat britannique de se retirer officiellement de l'Union européenne (UE), communément appelée Brexit. Il a décrit la décision de quitter l'UE et les événements politiques qui ont suivi comme « une folie pure et un chaos », déclarant « C'est dévastateur, la perspective que [lui] en tant que Britannique ne fasse pas partie de l'Europe. » Dans une interview connexe avec Sam Howson du groupe de cinéma britannique Mascot Video, Bill Laurance a déclaré: « Tout est sur le point de devenir plus ségrégué et divisé. Je crois maintenant, plus que jamais, que nous devons célébrer ce que nous avons en commun plus que ce que nous n'avons pas. » 
Dans une interview accordée à Band on the Wall en 2019, Laurance a partagé: « Je pense plus que jamais qu'il est important d'être actif dans ce domaine. Il y a des choses que j'ai évitées dans le passé, mais maintenant j'ai l'impression que c'est la responsabilité d'un musicien de mettre en avant ces sujets et d'être plus actif. C'est la passivité qui nous a conduit au Brexit, à Trump… nous devons donc être plus engagés ».

### Technologie et science
En 2019, Bill Laurance a sorti son cinquième album solo, Cables, fortement influencé par la technologie, la science-fiction et les faits scientifiques. Dans une interview avec David Vincent du magazine BrumNotes, Bill Laurance a déclaré: « Je suis fasciné par la technologie et la vitesse à laquelle elle se développe et je pense qu'elle doit être exploitée d'une manière ou d'une autre. Si vous êtes proche du monde créatif, je pense que la technologie, et l’utilisation de celle-ci, est une partie importante et doit être une partie importante de ce que nous faisons. » Des exemples de la passion de Bill Laurance pour la science et la technologie peuvent être trouvés dans Cables, car beaucoup de morceaux sont inspirés, nommés et composés en l'honneur de ces sujets.
La piste intitulée HAL dans l'album Cables est nommée d'après l'intelligence artificielle (IA), HAL 9000, personnage (un ordinateur en l'occurrence) du film 2001, l'Odyssée de l'espace de Stanley Kubrick. La piste intitulée Ebb Tide dans l'album Cables fait directement référence au changement climatique et à l'élévation du niveau de la mer sur Terre. Lors d'un spectacle, en jouant Ebb Tide à la Kölner Philharmonie de Cologne, en Allemagne, Laurance a déclaré que « le changement climatique est réel ». La huitième et dernière piste de Cables, intitulée Cassini, porte le nom du vaisseau spatial Cassini-Huygens, dont la mission était d'étudier Saturne. La cadence du morceau met en musique la mission finale de l'engin spatial, communément appelée le « Grand Final », dans laquelle le satellite a été délibérément sacrifié afin de maximiser la production scientifique tout en empêchant la contamination biologique des lunes de Saturne,.

### Changement climatique
Bill Laurance a exprimé ses convictions envers le phénomène anthropique de changement climatique. Il fait partie des musiciens et des organisations musicales qui ont signé la déclaration Music Declares Emergency, qui appelle à «une réponse gouvernementale immédiate pour protéger toute vie sur Terre».
Lors d'un concert en 2019 à La Petite Halle, à Paris, Bill Laurance a déclaré: « Le changement climatique est réel [...] nous devons être plus actifs à ce sujet. »

## Discographie

### Carrière solo
- 2014 : Flint (GroundUP Music)
- 2015 : Swift (GroundUP Music)
- 2016 : Aftersun (GroundUP Music)
- 2016 : Live At Union Chapel (GroundUP Music)
- 2019 : Cables (Flint Music)
- 2019 : Live at the Philharmonie, Cologne (Jazzline)[20]
- 2020 : Live at Ronnie Scott (Flint Music)
- 2020 : David Crosby: Remember My Name (bande originale) (BMG)

### Au sein des Snarky Puppy
- 2006 : The Only Constant (en) (Sitmom)
- 2008 : Bring Us the Bright (en) (Sitmom)
- 2010 : Tell Your Friends (en) (Ropeadope Records (en))
- 2012 : groundUP (en) (GroundUP Music)
- 2013 : Amkeni (en) avec Bukuru Celestin (Ropeadope)
- 2013 : Family Dinner – Volume 1 (en) (Ropeadope)
- 2014 : We Like It Here (en) (Ropeadope)
- 2015 : Sylva (album) (en) avec Metropole Orkest (en) (Impulse!)
- 2016 : Family Dinner – Volume 2 (en) (GroundUP Music, Universal Music Classics)
- 2016 : Culcha Vulcha (en) (GroundUP Music)
- 2019 : Immigrance (en) (GroundUP Music)
- 2020 : Live at the Royal Albert Hall (en) (GroundUP Music)

### Collaboration
- 2024 : Keeping Company, avec Michael League (ACT Music + Vision GmbH & CO. KG)